# Air Berlin

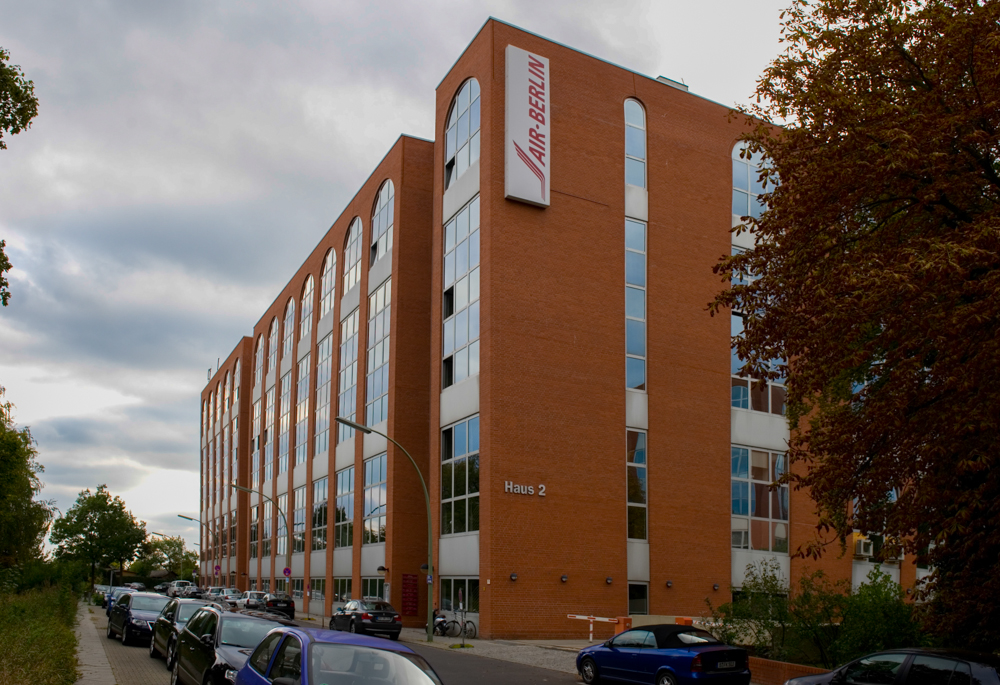
Air Berlins huvudkontor i Plötzensee, Berlin

Air Berlin PLC & Co. Luftverkehrs KG var Tysklands näst största flygbolag, efter Lufthansa. Bolaget och dess dotterbolag transporterade 33,6 miljoner passagerare år 2010. Huvudsätet låg i Berlin. I mars 2012 fick Air Berlin medlemskap i Oneworld. Den 15 augusti 2017 ansökte Air Berlin om konkursskydd och den 29 oktober samma år upphörde bolaget med alla flygningar.

## Historia

### Air Berlin grundas i Miami
Efter andra världskriget tilläts endast flygbolag från de allierade styrkorna att landa i Berlin. Därför grundades bolaget 1978 i Oregon, USA av den före detta PanAm-kaptenen Kim Lundgren. Flygbolagets officiella säte var Miami i Florida. Den första flygningen skedde 1979 med en inhyrd Boeing 707 från Berlin till Palma de Mallorca, därefter följde flygningar till USA. Boeing 707:an ersattes senare av två Boeing 737. Air Berlin specialiserade sig på resmål i Medelhavsregionen. Även i slutet av bolagets existens var Mallorca dess viktigaste resmål.

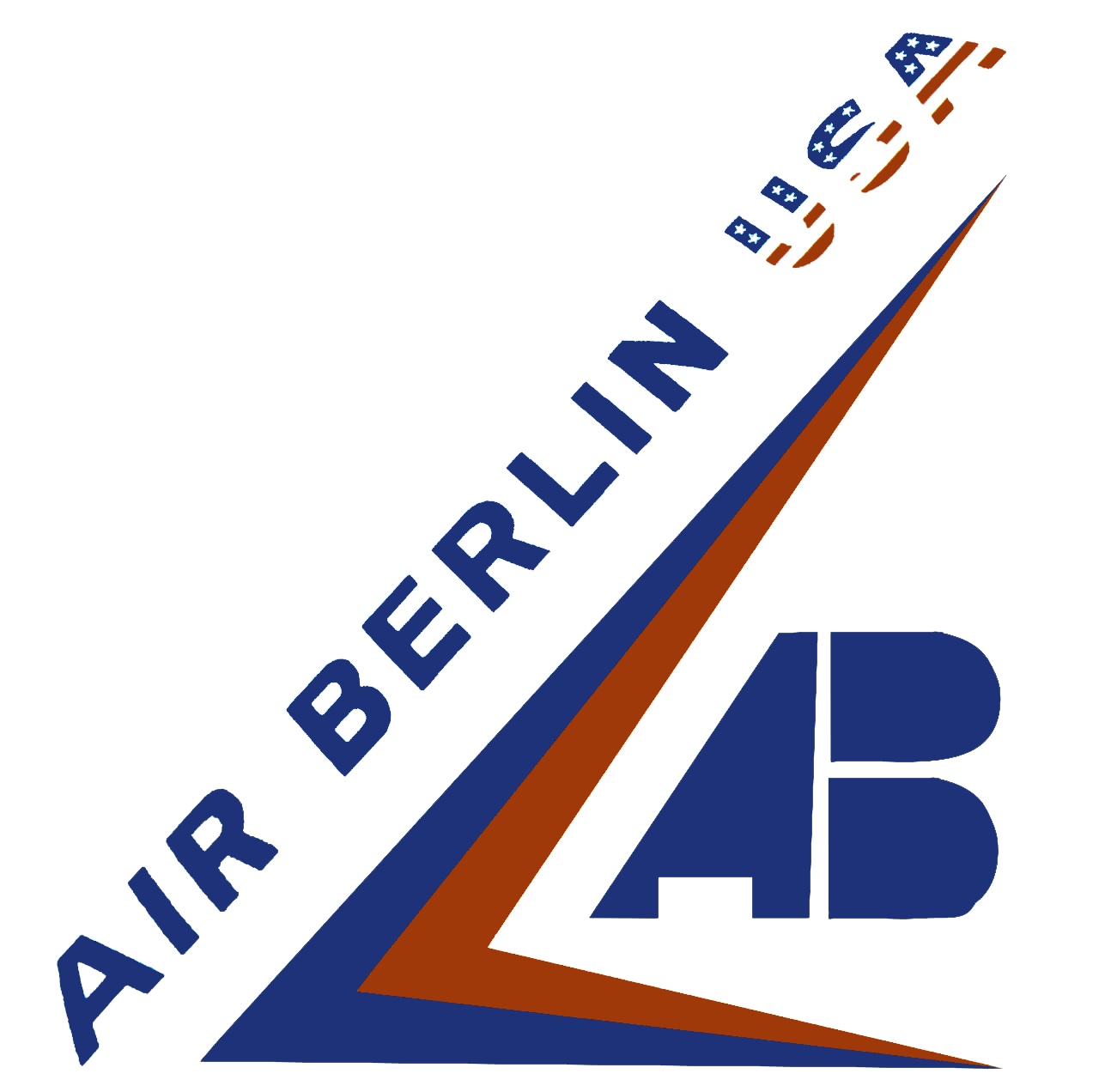
Logotyp Air Berlin USA från 1978/79

### Tysklands näst största flygbolag
Efter den tyska återföreningen upphörde även de allierades överhöghet i luften, så att ett tillstånd måste inhämtas hos det tyska luftfartsverket Luftfahrt-Bundesamt (LBA). Den 16 april 1991 döptes bolaget om till Air Berlin GmbH & Co. Luftverkehrs KG. Under den tid som följde därefter förändrade den verkställande direktören Joachim Hunold företagets profil på ett grundläggande sätt. Det tidigare lilla charterflygbolaget förändrade sig stegvis till Tysklands näst största flygbolag. Sedan 1999 var Air Berlin medlem i IATA vilket bland annat innebar att bokningar kunde göras i internationella bokningssystem och även anslutningsflyg.

### Lågprisallians och uppköp
2004 grundade Air Berlin tillsammans med det österrikiska flygbolaget Niki den första lågprisalliansen. Den 1 januari 2006 ändrade Air Berlin sin bolagsform från GmbH & Co. KG till PLC & Co. KG. Företaget börsintroducerades den 11 maj 2006. 2006 köpte Air Berlin det tyska flygbolaget dba. 2007 offentliggjordes Air Berlins övertagande av flygbolaget LTU. Även 2007 förvärvade Air Berlin en 49-procentig andel av det schweiziska flygbolaget Belair Airlines AG. 2009 kom Air Berlin PLC och TUI travel PLC överens om en långsiktigt inriktad allians för sin tyska flygverksamhet. I och med vinterturlistan 2009/10 övertog Air Berlin TUIfly’s city-linjenät..

### Oneworld

Air Berlins logotyp

I juli 2010 offentliggjordes att Air Berlin kommer att ansluta sig till den världsomspännande alliansen Oneworld. De fick fullt medlemskap i mars 2012. Som förberedelse inför inträdet tecknade Air Berlin avtal med American Airlines och Finnair om att genomföra flygningar under gemensamt flightnummer (så kallad codesharing) från och med vinterflygschemat 2010/2011. Den 1 april 2011 integrerades LTU fullt ut i Air Berlin. Flygbolaget förvärvades dock redan i augusti 2007. De sista åren bedrevs all verksamhet i ett enda flygbolag och samtliga teknikenheter inom Air Berlin-koncernen slogs samman till ett företag som hette Air Berlin Technik GmbH.

### Etihad Airways
I december 2011 offentliggjordes att Etihad Airways utökade sitt aktieinnehav i Air Berlin till 29,21 procent och därmed blev den största aktieägaren. Air Berlin var i en ekonomisk kris som lättades i och med Etihads agerande. 

### Konkurs
Den 15 augusti 2017 ansökte Air Berlin om konkursskydd. Den sista flygningen ägde rum den 28 oktober 2017 mellan München och Berlin-Tegel. Lufthansa kom överens med Air Berlin om att köpa 81 flygplan och ta över 3 000 anställda från Air Berlin för 210 miljoner euro. Även flygbolaget Easyjet köpte delar av Air Berlin, vilket innefattade ett leasande av 25 flygplan samt övertagandet av 1 000 anställda vid Berlin-Tegels flygplats.
| Gesellschaft | Beteiligung |
| ------------ | ----------- |
| Air Berlin   | 100 %       |
| Belair       | 100 %       |
| Niki         | 100 %       |

## Nyckeltal
|                            | 2003     | 2004     | 2005    | 2006    | 2007    | 2008    | 2009    | 2010    |
| -------------------------- | -------- | -------- | ------- | ------- | ------- | ------- | ------- | ------- |
| Omsättning (milj. €)       | 863,2    | 1 033,9  | 1 215,2 | 1 575,4 | 2 536,5 | 3 400,7 | 3 240,3 | 3 723,6 |
| Vinst (milj. €)            | 36,7     | −2,9     | −115,9  | 40,1(1) | 21,0    | -75,0   | -9,5    | -97,2   |
| Antal medarbetare          | 1 956    | 2 146    | 2 764   | 4 108   | 8 360   | 8 311   | 8 278   | 8 900   |
| Passagerare (i tusental)   | 10 019 ? | 12 055 ? | 17 505  | 19 702  | 27 863  | 28 559  | 27 911  | 33 593  |
| Stolsutnyttjandefaktor (%) | 76,72 ?  | 79,52 ?  | 75,23   | 75,27   | 77,22   | 78,36   | 77,26   | 76,79   |
| Flygplan vid årets slut    | 46       | 47       | 79      | 117     | 124     | 125     | 152     | 169     |

(1) = korrigerat i efterhand av Air Berlin.

## Ledning
- Joachim Hunold (CEO)
- Ulf Hüttmeyer (CFO)
- Christoph Debus (COO)
- Elke Schütt (CAO)
- Helmut Himmelreich (CMO)
- Thomas Ney (CPO)

## Codesharing
- American Airlines (Oneworld)
- Bangkok Airways
- British Airways (Oneworld) (juli 2011)
- Finnair (Oneworld)
- Hainan Airlines
- Niki
- S7 Airlines (Oneworld)
- Pegasus Airlines

## Flotta[10]

### Flottan, 2014
November 2014 hade Air Berlin följande flygplan i sin flotta:

## Air Berlin Technik
Air Berlin Technik ingick i Air Berlin-koncernen och var ett EASA Part 145-godkänt företag. Här arbetade omkring 1 200 medarbetare med flygplan som tillhörde såväl Air Berlin-koncernen som andra europeiska flygbolag. Air Berlin Technik var certifierade av flera olika nationella luftfartsmyndigheter som FAA-145 i USA, CAA-145 i Kanada, EASA-145 på Aruba, Luftfartsverket i Ryssland och GCAA i Förenade Arabemiraten.

## Resmål
Afrika
- Algeriet (Alger)
- Egypten (Kairo, Hurghada, Luxor, Marsa Alam, Sharm el-Sheikh)
- Kenya (Mombasa)
- Marocko (Agadir, Casablanca, Nador, Tanger)
- Namibia (Windhoek)
- Sydafrika (Kapstaden)
- Tunisien, (Tunis, Enfidha, Djerba)

Amerika
- Bahamas (Freeport, Nassau)
- Dominikanska republiken (Puerto Plata, Punta Cana)
- Jamaica (Montego Bay)
- Kanada (Vancouver)
- Kuba (Varadero)
- Mexiko (Cancún)
- USA (Atlanta, Boston, Chicago, Dallas, Fort Myers, Honolulu, Houston, Las Vegas, Los Angeles, Miami, New York, Orlando, Phoenix, Raleigh / Durham, San Diego, San Francisco, Seattle, Tampa, Washington)

Mellanöstern
- Förenade Arabemiraten (Dubai)
- Irak (Arbil)
- Israel (Tel Aviv)

Asien
- Indien (Delhi)
- Kambodja (Phnom Penh)
- Kina (Peking)
- Maldiverna (Mann)
- Singapore (Singapore)
- Thailand (Bangkok, Phuket)

Europa
- Bulgarien (Sofia)
- Danmark (Köpenhamn, Bornholm)
- Finland (Helsingfors)
- Frankrike (Nice, Paris)
- Grekland (Chania, Korfu, Heraklion, Kos, Kalamata, Kavala, Mitilene, Mykonos, Prevesa , Rhodos, Thessaloniki, Santorini, Samos, Kárpathos, Skiathos, Volos, Zante)
- Irland (Shannon)
- Island (Reykjavik)
- Italien (Bari, Brindisi, Cagliari, Catania, Florens, Lamezia Terme, Milano Neapel Olbia Palermo, Rimini, Rom, Venedig, Verona)
- Kosovo (Pristina)
- Kroatien (Split, Ragusa, Rijeka)
- Malta (Malta)
- Montenegro (Tivat)
- Nederländerna (Amsterdam)
- Norge (Oslo)
- Polen (Kraków)
- Portugal (Faro, Funchal, Lissabon, Ponta Delgada, Porto)
- Storbritannien (Edinburgh, Guernsey, Jersey, London, Manchester)
- Rumänien (Bukarest, Constanța)
- Ryssland (Irkutsk, Kazan, Moskva, Novosibirsk, Perm, Rostov, Samara, Sankt Petersburg, Ufa)
- Spanien (Alicante, Almería, Arrecife, (Lanzarote), Asturias / Oviedo, Barcelona, Bilbao Fuerteventura, Ibiza, Jerez de la Frontera, Las Palmas (Gran Canaria), Madrid, Málaga, Menorca, Murcia, Palma de Mallorca, Santa Cruz de la Palma, Santiago de Compostela, Sevilla, Teneriffa, Valencia)
- Serbien (Belgrad)
- Sverige (Arvidsjaur, Göteborg, Stockholm, Visby)
- Schweiz (Genève, Zürich)
- Turkiet (Adana, Ankara, Antalya, Bodrum, Dalaman, Diyarbakir, Elazığ, Gaziantep, Hatay, Istanbul, Izmir, Kayseri, Konya, Malatya, Mardin, Samsun, Trabzon, Van)
- Tyskland (Hamburg, Berlin, Bremen, Köln/ Bonn, Dortmund, Dresden, Düsseldorf, Erfurt, Frankfurt, Friedrichshafen, Hannover, Heringsdorf, Karlsruhe/ Baden-Baden, Leipzig/ Halle an der Saale, München, Münster/ Osnabrück, Nürnberg, Paderborn / Lippstadt, Rostock, Saarbrücken, Stuttgart,  Weeze, Westerland)
- Österrike (Graz, Innsbruck, Klagenfurt, Linz, Salzburg, Wien)

## Utmärkelser
- Telegraph Travel Award 2008[15]
- World Travel Award 2008[16]
- European Business Award 2009[15]
- oekom research 2009[15]
- Business Travel Award 2010[17]
- Spain Tourism Award (STAR) 2010[15]
- Skytrax World Airline Award 2010[18]
- Danish Travel Award 2010[15]
- Marken-Award 2011 [19]